# مالکولم مک‌کریدی
مالکولم مک‌کریدی (انگلیسی: Malcolm McCredie؛ زادهٔ ۳ اکتبر ۱۹۴۲) دوچرخه‌سوار اهل استرالیا است. وی در بازی‌های المپیک تابستانی ۱۹۶۴ شرکت کرده است.